# Fouchères-aux-Bois
Fouchères-aux-Bois é uma comuna francesa na região administrativa de Grande Leste, no departamento de Meuse. Estende-se por uma área de 5,57 km². Em 2010 a comuna tinha 135 habitantes (densidade: 24,2 hab./km²).